# Liste des espèces du genre Calathus

Calathus est un genre de coléoptères carabiques originaires de la zone paléarctique (qui comprend l'Europe).

## Liste des espèces
Selon GBIF (9 mai 2023) :
- Calathus abaxoides Brullé, 1839
- Calathus acuticollis Putzeys, 1873
- Calathus advena (LeConte, 1846)
- Calathus aeneocupreus (Heinz, 1971)
- Calathus aequistriatus (Kurnakov, 1961)
- Calathus aethiopicus Alluaud, 1918
- Calathus aethiops Alluaud, 1937
- Calathus afroalpinus Lassalle, 2016
- Calathus albanicus Apfelbeck, 1906
- Calathus algens Andrewes, 1934
- Calathus alternans Faldermann, 1836
- Calathus ambigens Bates, 1891
- Calathus ambiguus (Paykull, 1790)
- Calathus amplior Escalera, 1921
- Calathus amplius Escalera, 1921
- Calathus anatolicus Jedlicka, 1969
- Calathus angularis Brullé, 1839
- Calathus angustulus Wollaston, 1862
- Calathus anistschenkoi Berlov & Ippolitova, 2005
- Calathus ankoberensis Lassalle, 2016
- Calathus annapurnae J.Schmidt, 1999
- Calathus appendiculatus Wollaston, 1862
- Calathus arcuatus Gautier des Cottes, 1870
- Calathus ascendens Wollaston, 1862
- Calathus asturiensis Vuillefroy, 1866
- Calathus atitari Novoa, 1999
- Calathus auctus Wollaston, 1862
- Calathus aztec Ball & Nègre, 1972
- Calathus baeticus Rambur, 1837
- Calathus baleensis Lassalle, 2016
- Calathus balli Novoa & Gañan&Baselga, 2015
- Calathus bolivari Nègre, 1968
- Calathus bosnicus Ganglbauer, 1891
- Calathus brevis Gautier des Cottes, 1866
- Calathus busii F.Battoni, 1984
- Calathus calceus Ball & Nègre, 1972
- Calathus canariensis Harold, 1868
- Calathus carballalae Novoa & Gañán, 2014
- Calathus carinatus Brullé, 1839
- Calathus carvalhoi Serrano & Borges, 1986
- Calathus casalei F.Battoni, 1986
- Calathus caucasicus Chaudoir, 1846
- Calathus chioriae Lassalle, 2016
- Calathus chokeensis Lassalle, 2016
- Calathus ciliatus Wollaston, 1862
- Calathus cinctus Motschulsky, 1850
- Calathus circumseptus Germar, 1823
- Calathus clauseni Ball & Nègre, 1972
- Calathus cognatus Wollaston, 1864
- Calathus colasianus Mateu, 1970
- Calathus colasianus Negre, 1969
- Calathus complanatus Dejean, 1828
- Calathus deliae Morvan, 1999
- Calathus deplanatus Chaudoir, 1843
- Calathus depressus Brullé, 1836
- Calathus deyrollei Gautier des Cottes, 1870
- Calathus distinguendus Chaudoir, 1846
- Calathus dubaulti Lassalle, 2016
- Calathus durango Ball & Nègre, 1972
- Calathus ellipticus Reitter, 1889
- Calathus elpis Ortuño & Arillo, 2009
- Calathus erratus (C.R.Sahlberg, 1827)
- Calathus erwini Ball & Nègre, 1972
- Calathus erzeliki Schweiger, 1977
- Calathus extensicollis Putzeys, 1873
- Calathus fabigi J.Schmidt, 2018
- Calathus femoralis Chaudoir, 1846
- Calathus fimbriatus Wollaston, 1858
- Calathus focarilei Schatzmayr, 1947
- Calathus fracassii Heyden, 1908
- Calathus freyi Colas, 1941
- Calathus fuscipes (Goeze, 1777)
- Calathus ganeshi J.Schmidt, 2018
- Calathus ganglbaueri (Apfelbeck, 1908)
- Calathus gelascens Andrewes, 1934
- Calathus giganteus Dejean, 1828
- Calathus glabricollis Dejean, 1828
- Calathus gomerensis Colas, 1943
- Calathus gonzalezi Mateu, 1956
- Calathus gorkhaorum J.Schmidt, 2018
- Calathus granatensis Vuillefroy, 1866
- Calathus grandiceps (Kurnakov, 1961)
- Calathus gregarius (Say, 1823)
- Calathus gugheensis Basilewsky, 1953
- Calathus gunaensis Lassalle, 2016
- Calathus hastatus J.Schmidt, 2018
- Calathus heinertzi Deuve & Lassalle&Queinnec, 1985
- Calathus heinzianus F.Battoni, 1986
- Calathus himalayae Bates, 1891
- Calathus hispanicus Gautier des Cottes, 1866
- Calathus holzschuhi Kirschenhofer, 1990
- Calathus horsti (Reitter, 1888)
- Calathus hyrcanus Heinz, 1970
- Calathus ingratus Dejean, 1828
- Calathus jacupicensis Gueorgiuev, 2008
- Calathus jakupicensis B.V.Gueorguiev, 2008
- Calathus juan Novoa & Gañán, 2014
- Calathus kebedei Novoa & Gañan&Baselga, 2015
- Calathus kirschenhoferi F.Battoni, 1982
- Calathus kirschenhoferianus F.Battoni, 1986
- Calathus kollari Putzeys, 1873
- Calathus korax Reitter, 1889
- Calathus kryzhanovskii J.Schmidt, 1999
- Calathus laticaudis (Kurnakov, 1961)
- Calathus laureticola Wollaston, 1865
- Calathus leechi Ball & Nègre, 1972
- Calathus leptodactylus Putzeys, 1873
- Calathus libanensis Putzeys, 1873
- Calathus lissoderus Putzeys, 1873
- Calathus longicollis Motschulsky, 1865
- Calathus luctuosus (Latreille, 1804)
- Calathus lundbladi Colas, 1938
- Calathus malacensis Nègre, 1966
- Calathus manasluensis J.Schmidt, 1999
- Calathus mandibularis (Kurnakov, 1961)
- Calathus marcellae Colas, 1943
- Calathus marmoreus Ball & Nègre, 1972
- Calathus melanocephalus (Linnaeus, 1758)
- Calathus metallicus Dejean, 1828
- Calathus mexicanus Chaudoir, 1837
- Calathus micropterus (Duftschmid, 1812)
- Calathus minutus Gautier des Cottes, 1866
- Calathus mirei Nègre, 1966
- Calathus mollis (Marsham, 1802)
- Calathus montanellus Heinz, 2000
- Calathus montanus Alluaud, 1937
- Calathus montivagus Dejean, 1831
- Calathus moralesi Nègre, 1966
- Calathus muchei Jedlicka, 1961
- Calathus nitidus Basilewsky, 1957
- Calathus obliteratus Wollaston, 1865
- Calathus oertzeni Jeanne & F.Battoni, 1987
- Calathus ollivieri Lassalle, 2016
- Calathus opaculus LeConte, 1854
- Calathus opacus Lucas, 1846
- Calathus ordinatus Gautier des Cottes, 1870
- Calathus oreades Nègre, 1966
- Calathus oreobius Alluaud, 1937
- Calathus orthomoides Alluaud, 1932
- Calathus ovipennis Putzeys, 1873
- Calathus parvicollis Fairmaire, 1882
- Calathus patrizii Basilewsky, 1953
- Calathus pecoudi Colas, 1938
- Calathus peltatus Kolenati, 1845
- Calathus peropacus Casey, 1920
- Calathus pilosipennis Machado, 1992
- Calathus pirazzolii Putzeys, 1873
- Calathus pommeranzi J.Schmidt, 1999
- Calathus potosi Ball & Nègre, 1972
- Calathus praestans (Heyden, 1885)
- Calathus pseudopraestans (Kurnakov, 1961)
- Calathus queinneci Lassalle, 2016
- Calathus ras Basilewsky, 1957
- Calathus ravasinii G.Müller, 1935
- Calathus recticaudis (Kurnakov, 1961)
- Calathus rectus Wollaston, 1862
- Calathus reebae Lassalle, 2016
- Calathus reflexicollis Faldermann, 1839
- Calathus refleximargo Machado, 1992
- Calathus reflexus Schaum, 1858
- Calathus relictus J.Schmidt & Tian, 2013
- Calathus rhaticus Antoine, 1941
- Calathus robustus (Kurnakov, 1961)
- Calathus roccai F.Battoni, 1984
- Calathus rotgeri Ball & Nègre, 1972
- Calathus rotundatus Jacquelin du Val, 1855
- Calathus rotundicollis Dejean, 1828
- Calathus rubripes Dejean, 1831
- Calathus ruficollis Dejean, 1828
- Calathus rufocastaneus Wollaston, 1862
- Calathus scotti Alluaud, 1937
- Calathus scottianus Basilewsky, 1953
- Calathus semisericeus Fairmaire, 1879
- Calathus shikaensis J.Schmidt, 2018
- Calathus shoanus Alluaud, 1932
- Calathus simienensis Basilewsky, 1957
- Calathus simplicicollis Wollaston, 1862
- Calathus sirentensis D'Amore Fracassi, 1908
- Calathus solieri Bassi, 1834
- Calathus sotshiensis (Zamotajlov, 1997)
- Calathus spretus Wollaston, 1862
- Calathus stricticaudis (Kurnakov, 1961)
- Calathus subfuscus Wollaston, 1865
- Calathus subpraestans (Kurnakov, 1961)
- Calathus suffuscus Andrewes, 1934
- Calathus syriacus Chaudoir, 1863
- Calathus theodori Ancey, 1882
- Calathus tombesii F.Battoni, 1976
- Calathus trapezicollis Alluaud, 1937
- Calathus uniseriatus Vuillefroy, 1866
- Calathus vagestriatus Fairmaire, 1882
- Calathus vicenteorum Schatzmayr, 1937
- Calathus vignatagliantii F.Battoni, 1986
- Calathus vivesi Nègre, 1966
- Calathus vividus (Fabricius, 1801)
- Calathus vuillefroyi Gautier des Cottes, 1867
- Calathus vulneratus J.Schmidt, 2018
- Calathus whiteheadi Ball & Nègre, 1972
- Calathus wittmerianus Deuve & Lassalle&Queinnec, 1985
- Calathus wolloensis Lassalle, 2016
- Calathus zabroides Putzeys, 1873